# Haensmolen
Haensmolen – wiatrak w miejscowości Grou, w gminie De Friese Meren, w prowincji Fryzja, w Holandii. Młyn wzniesiono w XVIII w., jednak w 2004 r. został on zniszczony. Odbudowano go w 2008 r. Ma on jedno piętro. Jego śmigła mają rozpiętość 12,40 m. Wiatrak służył głównie do pompowania wody za pomocą śruby Archimedesa.